# Чемпионат мира по современному пятиборью среди женщин 2011
XXXI Чемпионат мира по современному пятиборью среди женщин проводился в  Москва  Россия с 8 по 14 сентября 2011 года.
Мировое первенство по современному пятиборью проходит в Москве в четвертый раз после 1961, 1974 и 2004 годов.
Изначально чемпионат мира по современному пятиборью 2011 должен был пройти в Египте, но из-за нестабильной политической обстановки Международная федерация современного пятиборья приняла решение перенести чемпионат. 25 марта 2011 года российская «заявка» победила.
Впервые в истории мирового современного пятиборья все дисциплины проходили под крышей одного спорткомплекса, и площадки для соревнований находились на расстоянии, очень близком друг к другу. Кроме того, этот чемпионат проводился по обновленным правилам, с использованием нового вида оружия и лазерных мишеней.
Женская сборная России заняла четвертое место в общекомандном зачете с двумя медалями — одной серебряной и одной бронзовой. Первенствовали украинцы (2-0-1).

## Личное и командное первенство
Россиянки Юлия Колегова и Екатерина Хураськина заняли соответственно 21-е и 30-е места, а Полина Стручкова, не справившись с верховой ездой, в «комбайне» не стартовала.

### Личное первенство. Результаты
| 1  | В. Терещук      | Украина        | 5544 |
| 2  | Ш. Ковач        | Венгрия        | 5512 |
| 3  | Л. Асадаускайте | Литва          | 5504 |
| 4  | Е. Гречишникова | Россия         | 5452 |
| 5  | Л. SCHONEBORN   | Германия       | 5428 |
| 6  | CLOUVEL Elodie  | Франция        | 5404 |
| 7  | MARQUES Яне     | Бразилия       | 5364 |
| 8  | Спенс Mhairi    | Великобритания | 5344 |
| 9  | SCHLEU Анника   | Германия       | 5328 |
| 10 | Берк Кэти       | Великобритания | 5308 |
| 21 | Ю. Колегова     | Россия         | 5200 |
| 30 | Е. Хураськина   | Россия         | 5136 |
| 36 | П. Стручкова    | Россия         | 2232 |

### Командный зачёт. Итоговый протокол.
| 1 | Германия       | SCHLEU./SCHONEBORN. L /Траутман. Ми              | 16044 |
| 2 | Венгрия        | GYENESEI. L / KOVACS. S / TOTH. A                | 15928 |
| 3 | Россия         | GRETCHICHNIKOVA. E / KHURASKINA. E / Колегова Ю. | 15788 |
| 4 | Великобритания | FELL. H / PRENTICE. F / SPENCE. M                | 15748 |
| 5 | Италия         | BONESSIO. L / CESARINI. C / CROGNALE. S          | 15748 |
| 6 | Украина        | KHOKHLOVA. I / SPAS. A / TERESHUK. V             | 14636 |

## Эстафета
Российская эстафетная команда в составе Донаты Римшайте, Полины Стручковой и Екатерины Хураськиной не смогла защитить титул, завоеванный в прошлом году в китайском Чэнду. Чемпионки мира-2010 выступили ниже своих возможностей в первом виде — фехтовании, после чего им не удалось восполнить потери в плавании и конкуре. Не повезло с лошадьми — пришлось даже менять одного из коней, чрезмерно «отличившегося» в первом заезде. Хураськина так и не нашла общего языка с лошадью, и в итоге на её счету в этом виде 100 из общих 180 штрафных очков. По ходу «комбайна» подопечным Алексея Хапланова в какой-то момент удалось подобраться вплотную к тройке лидеров, но Стручковой не хватило сил до конца дистанции. В итоге — 9-е место.
В отличие от наших на второй половине «комбайна» впечатляющий рывок продемонстрировали немки и украинки, которых вытащила к бронзе главная героиня ЧМ-2011 Виктория Терещук. Победа же досталась венгеркам — выступавшая на первом этапе Шаролта Ковач легко ушла от стартовавших почти одновременно с ней соперниц, создав более чем комфортный отрыв.

## Результаты
| Дисциплина                  | Золото                                           | Очки  | Серебро                                          | Очки  | Бронза                                                         | Очки  |
| Индивидуальные соревнования | Виктория Терещук Украина                         | 5544  | Шаролта Ковач Венгрия                            | 5512  | Лаура Асадаускайте Литва                                       | 5504  |
| Командные соревнования      | Германия Лена Шенеборн Анника Шлеу Ева Траутманн | 16044 | Венгрия Шаролта Ковач Лейла Дeнешеи Адриенн Тот  | 15928 | Россия Евдокия Гречишникова Юлия Колегова Екатерина Хураськина | 15788 |
| Эстафета                    | Венгрия Шаролта Ковач Лейла Дeнешеи Адриени Тот  | 5726  | Германия Лена Шенеборн Ева Траутманн Анника Шлеу | 5620  | Украина Виктория Терещук Ганна Буряк Наталья Левченко          | 5576  |

## Смешанная эстафета
В сборной России мужская часть работы была доверена чемпиону мира 2011 года Сергею Карякину. Еще в субботу тренеры склонялись выставить Андрея Моисеева или Александра Лесуна, но после победного дубля в личном турнире решили приберечь их для мужской эстафеты. Кроме того, это решение могло преследовать еще одну цель — психологически поддержать Сергея после воскресной неудачи в индивидуальном турнире.
Женскую часть команды ожидаемо составила Евдокия Гречишникова. Еще после финала индивидуальных соревнований стало известно, что спортсменка выступает на уровне личных рекордов с забарахлившим желчным пузырем, а в понедельник отчетливо напомнила о себе и травмированная при падении с лошади спина, заболевшая уже на фехтовании.
По оценкам тренеров сборной, Гречишникова и Карякин сделали все возможное. Победили же украинцы, наставники которых решили по максимуму разыграть свой главный на данный момент козырь по имени Виктория Терещук. В данный момент эта спортсменка готова так, что в «комбайне» у неё соперниц нет. Дмитрию Кирпулянскому, партнеру Терещук, оставалось только не провалиться в стрельбе, и он задачу перевыполнил, отработав «на ноль». После награждения оба с удовольствием шутили на тему «сильной» половины их команды.
Россияне, в свою очередь, никому не дали покуситься на своё серебро, хотя литовцы Лаура Асадаускайте и Юстинас Киндерис честно пытались это сделать.
Москва. Чемпионат мира. С/к «Олимпийский». Смешанная эстафета
1. Украина (Терещук, Кирпулянский) — 6212. 2. РОССИЯ (Гречишникова, Карякин) — 6148. 3. Литва (Асадаускайте, Киндерис) — 6096.
| Дисциплина | Золото                                        | Очки | Серебро                                    | Очки | Бронза                                    | Очки |
| Эстафета   | Украина Виктория Терещук Дмитрий Кирпулянский | 6212 | Россия Евдокия Гречишникова Сергей Карякин | 6148 | Литва Лаура Асадаускайте Юстинас Киндерис | 6096 |

## Распределение наград
| Место  | Страна   | Золото | Серебро | Бронза | Всего |
| ------ | -------- | ------ | ------- | ------ | ----- |
| 1      | Украина  | 2      | 0       | 1      | 3     |
| 2      | Венгрия  | 1      | 2       | 0      | 3     |
| 3      | Германия | 1      | 1       | 0      | 2     |
| 4      | Россия   | 0      | 1       | 1      | 2     |
| 3      | Литва    | 0      | 0       | 2      | 2     |
| Totale | Totale   | 4      | 4       | 4      | 12    |